# Super League belgijska w piłce nożnej kobiet
Super League – najwyższa w hierarchii klasa kobiecych ligowych rozgrywek piłkarskich w Belgii, będąca jednocześnie najwyższym szczeblem centralnym (I poziom ligowy), utworzona w 1973 roku i zarządzana przez Królewski Belgijski Związek Piłki Nożnej (RBFA). Zmagania w jej ramach toczą się cyklicznie (co sezon) i przeznaczone są dla 10 najlepszych krajowych klubów piłkarskich. Jej triumfator zostaje Mistrzem Belgii, zaś dwie najsłabsze drużyny są relegowane do Eerste Klasse / Division 1 (II ligi belgijskiej). Tak jak Belgia w rankingu UEFA zajmuje pozycję poniżej 16 najlepszych kobiecych związków, to tylko mistrz kwalifikuje się do Ligi Mistrzyń UEFA. 

## Historia
Pierwsze oficjalne rozgrywki piłki nożnej kobiet na poziomie krajowym odbyły się w sezonie 1971/72, w którym zwycięzcy 3 lig regionalnych (Série A, Série B, Série C) awansowali do turnieju ligowego, w którym zwyciężył Astrio Begijnendijk. Taki półamatorski system trwał jeszcze w sezonie 1972/73, w którym systemem pucharowym walczyli o tytuł mistrza czterech zwycięzców lig regionalnych A, B, C i D w drodze pełnych rozgrywek grupowych. System pojedynczej ligi narodowej został ustanowiony w 1973 roku, najlepsze kluby amatorskie w turnieju ligowym, zwanym Eerste Klasse / Division 1, rozgrywali mistrzostwo kraju. W sezonach 2012/13, 2013/14 i 2014/15 rozgrywana była Women's BeNe League, w której doszło do połączenia belgijskiej pierwszej klasy i holenderskiej Eredivisie. Najwyżej sklasyfikowana drużyna holenderska została mistrzem Holandii, a najwyżej sklasyfikowana drużyna belgijska mistrzem Belgii. Profesjonalna Super League powstała w sezonie 2015/16. Mistrz Super League został automatycznie mistrzem kraju.

## System rozgrywek
Rozgrywki składają się z kolejek spotkań rozgrywanych pomiędzy drużynami systemem kołowym. Każda para drużyn rozgrywa ze sobą dwa mecze - jeden w roli gospodarza, drugi jako goście. W przeciwieństwie do wcześniejszych edycji, od sezonu 2015/16 format zmienił się z systemu kołowego „każdy z każdym” na sezon składający się z dwóch etapów. W pierwszym etapie drużyny grały systemem „każdy z każdym”. Następnie punkty podzielono na połowę, a cztery drużyny z najwyższej i najniższej pozycji rozegrały kolejną grę w systemie „każdy z każdym”. Od sezonu 2023/24 w lidze uczestniczą 12 zespołów. Po zakończeniu sezonu zwycięzca turnieju otrzymuje tytuł mistrza Belgii. Drużyna z ostatniego miejsca spada bezpośrednio do Eerste Klasse / Division 1.

## Skład ligi w sezonie 2023/2024
| Klub                        | Miasto    |
| --------------------------- | --------- |
| Club Brugge                 | Brugia    |
| FC Fémina White Star Woluwe | Bruksela  |
| KRC Genk Ladies             | Genk      |
| KV Mechelen Dames           | Mechelen  |
| KAA Gent Ladies             | Gandawa   |
| Oud-Heverlee Leuven         | Heverlee  |
| Royal Charleroi             | Charleroi |
| RSC Anderlecht              | Bruksela  |
| Standard Liège              | Liège     |
| SV Zulte Waregem            | Waregem   |

## Mistrzowie i pozostali medaliści
Mistrzostwa nieoficjalne
- 1923/24: Union Sportive Innovation
- 1924/25: Union Sportive Innovation
- 1925/26: Schaarbeek Fémina Club[2]
- 1926/27: Ghent Fémina Club
- 1927/28: Atalante de Jette
- 1928/29: William Elie Club
- 1929/30: William Elie Club
- 1930/31: Atalante de Jette
- 1931/32: Atalante de Jette
- 1932/33: Atalante de Jette
- 1933/34: Atalante de Jette

Mistrzostwa oficjalne
| Sezon                                                                     | K | K | T  | Mistrz                               | Wicemistrz                      | III miejsce                                        | Br. | Król strzelców                           | Uwagi                                   |
| 1.Dywizja kobiet (niderl. Vrouwen Eerste Klasse / fr. Division 1 féminin) |   |   |    |                                      |                                 |                                                    |     |                                          |                                         |
| 1971/72                                                                   |   |   | 1  | Astrio Begijnendijk                  | St-Nicolas FC Liège             | Gosselies Sport                                    |     |                                          | 33 kluby w 3 gr.+finał                  |
| 1972/73                                                                   |   |   | 2  | Astrio Begijnendijk                  | HO Merchtem                     | półfinaliści: St-Nicolas FC Liège, Gosselies Sport |     |                                          | 52 kluby w 4 gr.+sys.puch.              |
| 1973/74                                                                   |   |   | 1  | St-Nicolas FC Liège                  | Astrio Begijnendijk             | Herk Sport                                         |     |                                          | 13 klubów                               |
| 1974/75                                                                   |   |   | 3  | Astrio Begijnendijk                  | Standard Fémina de Liège        | Wemmel Dames 71                                    |     |                                          | 14 klubów                               |
| 1975/76                                                                   |   |   | 2  | Standard Fémina de Liège             | Astrio Begijnendijk             | Wemmel Dames 71                                    |     |                                          | 13 klubów                               |
| 1976/77                                                                   |   |   | 3  | Standard Fémina de Liège             | Astrio Begijnendijk             | Wemmel Dames 71                                    |     |                                          | 14 klubów                               |
| 1977/78                                                                   |   |   | 4  | Standard Fémina de Liège             | Astrio Begijnendijk             | VV Veldegem                                        |     |                                          | 14 klubów                               |
| 1978/79                                                                   |   |   | 1  | Herk Sport                           | Brussel Dames 71                | Standard Fémina de Liège                           |     |                                          | 14 klubów                               |
| 1979/80                                                                   |   |   | 1  | Sefa Sport Herentals                 | Herk Sport                      | FC Lady’s Scherpenheuvel                           |     |                                          | 14 klubów                               |
| 1980/81                                                                   |   |   | 1  | KSV Cercle Brugge                    | Standard Fémina de Liège        | Eva's Kumtich                                      |     |                                          | 14 klubów                               |
| 1981/82                                                                   |   |   | 5  | Standard Fémina de Liège             | RWD Herentals                   | Herk Sport                                         |     |                                          | 14 klubów                               |
| 1982/83                                                                   |   |   | 2  | RWD Herentals                        | Herk Sport                      | Brussel Dames 71                                   |     |                                          | 14 klubów                               |
| 1983/84                                                                   |   |   | 6  | Standard Fémina de Liège             | RWD Herentals                   | Herk Sport                                         |     |                                          | 14 klubów                               |
| 1984/85                                                                   |   |   | 7  | Standard Fémina de Liège             | Herk Sport                      | RWD Herentals                                      |     |                                          | 14 klubów                               |
| 1985/86                                                                   |   |   | 8  | Standard Fémina de Liège             | Eva's Kumtich                   | Herk Sport                                         |     |                                          | 14 klubów                               |
| 1986/87                                                                   |   |   | 1  | Brussel Dames 71                     | Herk Sport                      | Standard Fémina de Liège                           |     |                                          | 14 klubów                               |
| 1987/88                                                                   |   |   | 3  | RWD Herentals                        | Herk Sport                      | Standard Fémina de Liège                           |     |                                          | 14 klubów                               |
| 1988/89                                                                   |   |   | 2  | Herk Sport                           | RWD Herentals                   | Standard Fémina de Liège                           |     |                                          | 14 klubów                               |
| 1989/90                                                                   |   |   | 9  | Standard Fémina de Liège             | Brussel Dames 71                | RWD Herentals                                      |     |                                          | 14 klubów                               |
| 1990/91                                                                   |   |   | 10 | Standard Fémina de Liège             | Herk Sport                      | DVC Kuurne                                         |     |                                          | 14 klubów                               |
| 1991/92                                                                   |   |   | 11 | Standard Fémina de Liège             | RWD Herentals                   | Herk Sport                                         |     |                                          | 14 klubów                               |
| 1992/93                                                                   |   |   | 3  | Herk Sport                           | Standard Fémina de Liège        | RWD Herentals                                      |     |                                          | 14 klubów                               |
| 1993/94                                                                   |   |   | 12 | Standard Fémina de Liège             | Herk Sport                      | Brussel Dames 71                                   |     |                                          | 14 klubów                               |
| 1994/95                                                                   |   |   | 2  | RSC Anderlecht                       | Standard Fémina de Liège        | Herk Sport                                         |     |                                          | 14 klubów                               |
| 1995/96                                                                   |   |   | 1  | KSC Eendracht Aalst                  | RSC Anderlecht                  | Herk Sport                                         |     |                                          | 14 klubów                               |
| 1996/97                                                                   |   |   | 3  | RSC Anderlecht                       | KSC Eendracht Aalst             | Eva's Kumtich                                      |     |                                          | 14 klubów                               |
| 1997/98                                                                   |   |   | 4  | RSC Anderlecht                       | KSC Eendracht Aalst             | Standard Fémina de Liège                           |     |                                          | 14 klubów                               |
| 1998/99                                                                   |   |   | 2  | KSC Eendracht Aalst                  | KFC Rapide Wezemaal             | RSC Anderlecht                                     |     |                                          | 14 klubów                               |
| 1999/00                                                                   |   |   | 3  | KSC Eendracht Aalst                  | RSC Anderlecht                  | KFC Rapide Wezemaal                                |     |                                          | 14 klubów                               |
| 2000/01                                                                   |   |   | 4  | KSC Eendracht Aalst                  | KFC Rapide Wezemaal             | RSC Anderlecht                                     |     |                                          | 14 klubów                               |
| 2001/02                                                                   |   |   | 5  | KSC Eendracht Aalst                  | KFC Rapide Wezemaal             | Standard Fémina de Liège                           |     |                                          | 14 klubów                               |
| 2002/03                                                                   |   |   | 1  | SK Lebeke-Aalst                      | KFC Rapide Wezemaal             | Standard Fémina de Liège                           |     |                                          | 14 klubów                               |
| 2003/04                                                                   |   |   | 1  | KFC Rapide Wezemaal                  | RSC Anderlecht                  | Eva's Kumtich                                      |     |                                          | 14 klubów                               |
| 2004/05                                                                   |   |   | 2  | KFC Rapide Wezemaal                  | Eva's Kumtich                   | RSC Anderlecht                                     |     |                                          | 14 klubów                               |
| 2005/06                                                                   |   |   | 3  | KFC Rapide Wezemaal                  | RSC Anderlecht                  | DVC Zuid-West Vlaanderen                           |     |                                          | 14 klubów                               |
| 2006/07                                                                   |   |   | 4  | KFC Rapide Wezemaal                  | RSC Anderlecht                  | K.Vlimmeren Sport                                  |     |                                          | 14 klubów                               |
| 2007/08                                                                   |   |   | 1  | KVK Tienen                           | RSC Anderlecht                  | KFC Rapide Wezemaal                                | 27  | Isabelle Ebhodaghe                       | 14 klubów                               |
| 2008/09                                                                   |   |   | 13 | Standard Fémina de Liège             | KVK Tienen                      | Sint-Truidense VV                                  | 26  | Isabelle Ebhodaghe                       | 14 klubów                               |
| 2009/10                                                                   |   |   | 5  | Sint-Truidense VV                    | Standard Fémina de Liège        | Sinaai Girls                                       | 35  | Aline Zeler                              | 14 klubów                               |
| 2010/11                                                                   |   |   | 14 | Standard Fémina de Liège             | RSC Anderlecht                  | WD Lierse SK                                       | 32  | Aline Zeler                              | 14 klubów                               |
| 2011/12                                                                   |   |   | 15 | Standard Fémina de Liège             | RSC Anderlecht                  | WD Lierse SK                                       |     |                                          | 14 klubów                               |
| Kobieca Belgijsko-Niderlandzka liga (ang. Women's BeNe League)            |   |   |    |                                      |                                 |                                                    |     |                                          |                                         |
| 2012/13                                                                   |   |   | 16 | FC Twente Standard Liège (2.miejsce) | Lierse SK (6.miejsce)           | PSV/FC Eindhoven RSC Anderlecht (7.miejsce)        | 22  | 27 - Vivianne Miedema Stephanie van Gils | 16 klubów w 2 gr.; 2 rundy              |
| 2013/14                                                                   |   |   | 17 | FC Twente Standard Liège (2.miejsce) | RSC Anderlecht (8.miejsce)      | AFC Ajax Lierse SK (9.miejsce)                     | 21  | 39 - Vivianne Miedema Pauline Crammer    | 14 klubów                               |
| 2014/15                                                                   |   |   | 18 | Standard Liège                       | FC Twente Lierse SK (7.miejsce) | AFC Ajax RSC Anderlecht (8.miejsce)                | 18  | Tessa Wullaert                           | 13 klubów                               |
| Kobieca Superliga (ang. Women's Super League)                             |   |   |    |                                      |                                 |                                                    |     |                                          |                                         |
| 2015/16                                                                   |   |   | 19 | Standard Liège                       | Lierse SK                       | RSC Anderlecht                                     | 19  | Jana Coryn                               | 8 klubów; 2 rundy                       |
| 2016/17                                                                   |   |   | 20 | Standard Liège                       | RSC Anderlecht                  | KAA Gent Ladies                                    | 26  | Sanne Schoenmakers                       | 7 klubów                                |
| 2017/18                                                                   |   |   | 5  | RSC Anderlecht                       | KAA Gent Ladies                 | KRC Genk Ladies                                    | 27  | Ella Van Kerkhoven                       | 6 klubów; 2 rundy                       |
| 2018/19                                                                   |   |   | 6  | RSC Anderlecht                       | Standard Liège                  | KRC Genk Ladies                                    | 21  | Ella Van Kerkhoven                       | 6 klubów; 2 rundy                       |
| 2019/20                                                                   |   |   | 7  | RSC Anderlecht                       | Standard Liège                  | KAA Gent Ladies                                    | 12  | Sanne Schoenmakers                       | 6 klubów; nie dokończono przez COVID-19 |
| 2020/21                                                                   |   |   | 8  | RSC Anderlecht                       | Oud-Heverlee Leuven             | KAA Gent Ladies                                    | 38  | Tessa Wullaert                           | 10 klubów; 2 rundy                      |
| 2021/22                                                                   |   |   | 9  | RSC Anderlecht                       | Oud-Heverlee Leuven             | Standard Liège                                     | 35  | Tessa Wullaert                           | 10 klubów; 2 rundy                      |
| 2022/23                                                                   |   |   | 10 | RSC Anderlecht                       | Oud-Heverlee Leuven             | Standard Liège                                     | 21  | Ella Van Kerkhoven                       | 11 klubów; 2 rundy                      |
| 2023/24                                                                   |   |   |    |                                      |                                 |                                                    |     |                                          | 11 klubów                               |

## Statystyka

### Klasyfikacja według klubów
W dotychczasowej historii Mistrzostw Belgii na podium oficjalnie stawało w sumie 20 drużyn. Liderem klasyfikacji jest Standard Liège, który zdobył 20 tytułów mistrzowskich.
Stan na 31.05.2023.
| Lp. | Klub                                               | Miejsca na podium | Miejsca na podium                    | Miejsca na podium | Zwycięskie sezony                                                                        |   |    | |
| --- | -------------------------------------------------- | ----------------- | ------------------------------------ | ----------------- | ---------------------------------------------------------------------------------------- | - | -- | --- |
| Lp. | Klub                                               | 1.                | Standard Liège (St-Nicolas FC Liège) | 20                | Zwycięskie sezony                                                                        | 8 | 10 | 1973/74, 1975/76, 1976/77, 1977/78, 1981/82, 1983/84, 1984/85, 1985/86, 1989/90, 1990/91, 1991/92, 1993/94, 2008/09, 2010/11, 2011/12, 2012/13*, 2013/14*, 2014/15, 2015/16, 2016/17 |
| 2.  | RSC Anderlecht (Wemmel Dames 71, Brussel Dames 71) | 10                | 12                                   | 11                | 1986/87, 1994/95, 1996/97, 1997/98, 2017/18, 2018/19, 2019/20, 2020/21, 2021/22, 2022/23 |   |    | |
| 3.  | Sint-Truidense VV (KFC Rapide Wezemaal)            | 5                 | 4                                    | 3                 | 2003/04, 2004/05, 2005/06, 2006/07, 2009/10                                              |   |    | |
| 4.  | KSC Eendracht Aalst                                | 5                 | 2                                    | 0                 | 1995/96, 1998/99, 1999/00, 2000/01, 2001/02                                              |   |    | |
| 5.  | Herk Sport                                         | 3                 | 7                                    | 7                 | 1978/79, 1988/89, 1992/93                                                                |   |    | |
| 6.  | RWD Herentals (Sefa Sport Herentals)               | 3                 | 4                                    | 3                 | 1979/80, 1982/83, 1987/88                                                                |   |    | |
| 7.  | Astrio Begijnendijk                                | 3                 | 4                                    | 0                 | 1971/72, 1972/73, 1974/75                                                                |   |    | |
| 8.  | KVK Tienen (Eva’s Kumtich, DVC Eva’s Tienen)       | 1                 | 3                                    | 3                 | 2007/08                                                                                  |   |    | |
| 9.  | KSV Cercle Brugge                                  | 1                 | 0                                    | 0                 | 1980/81                                                                                  |   |    | |
| 9.  | SK Lebeke-Aalst                                    | 1                 | 0                                    | 0                 | 2002/03                                                                                  |   |    | |
| 11. | Lierse SK (K.Vlimmeren Sport)                      | 0                 | 3                                    | 4                 |                                                                                          |   |    | |
| 12. | Oud-Heverlee Leuven                                | 0                 | 3                                    | 0                 |                                                                                          |   |    | |
| 13. | KAA Gent Ladies                                    | 0                 | 1                                    | 3                 |                                                                                          |   |    | |
| 14. | HO Merchtem                                        | 0                 | 1                                    | 0                 |                                                                                          |   |    | |
| 15  | DVC Zuid-West Vlaanderen (DVC Kuurne)              | 0                 | 0                                    | 2                 |                                                                                          |   |    | |
| 15  | Gosselies Sport                                    | 0                 | 0                                    | 2                 |                                                                                          |   |    | |
| 15  | KRC Genk Ladies                                    | 0                 | 0                                    | 2                 |                                                                                          |   |    | |
| 18. | FC Lady’s Scherpenheuvel                           | 0                 | 0                                    | 1                 |                                                                                          |   |    | |
| 18. | Sinaai Girls                                       | 0                 | 0                                    | 1                 |                                                                                          |   |    | |
| 18. | VV Veldegem                                        | 0                 | 0                                    | 1                 |                                                                                          |   |    | |

### Klasyfikacja według miast
Siedziby klubów: Stan na 31.05.2023.
| Miasto            | Liczba tytułów | Drużyny                                         |
| ----------------- | -------------- | ----------------------------------------------- |
| Liège             | 20             | Standard Liège (20)                             |
| Bruksela          | 10             | RSC Anderlecht (10)                             |
| Aalst             | 6              | Eendracht Aalst Ladies (5), SK Lebeke-Aalst (1) |
| Sint-Truiden      | 5              | Sint-Truidense VV (5)                           |
| Halen             | 3              | Herk Sport (3)                                  |
| Heist-op-den-Berg | 3              | Astrio Begijnendijk (3)                         |
| Herentals         | 3              | RWD Herentals (3)                               |
| Brugia            | 1              | KSV Cercle Brugge (1)                           |
| Tienen            | 1              | KVK Tienen (1)                                  |

## Uczestnicy
W 53 ligowych sezonach Mistrzostw Belgii rozgrywanych od sezonu 1971/72 aż do sezonu 2023/24 wzięło udział 100 zespołów. Tylko Standard Liège i RSC Anderlecht uczestniczyli we wszystkich sezonach w elicie (w tym dwa sezony w lidze prowincjonalnej i trzy w BeNe League).
Pogrubione zespoły biorące udział w sezonie 2023/24.
- 53 razy: RSC Anderlecht (VO Wemmel, Wemmel Dames 71, Brussel Dames 71), Standard Liège (St-Nicolas FC Liège)
- 39 razy: KVK Tienen (Eva’s Kumtich, DVC Eva’s Tienen)
- 29 razy: KSK Heist, Oud-Heverlee Leuven, VV Halen-Zelem (Herk Sport)
- 28 razy: SW Ladies Harelbeke
- 25 razy: Eendracht Aalst Ladies, RW Dames Herentals
- 23 razy: KFC Lentezon Beerse
- 22 razy: K. St-Truidense VV (KFC Rapide Wezemaal)
- 21 razy: Cerkelladies Brugge
- 19 razy: GFA Sinaai
- 14 razy: DV Borgloon, Elen Standard
- 12 razy: Club Brugge, FC Lady’s Scherpenheuvel, KRC Genk Ladies, Lierse SK, SV Zulte Waregem
- 11 razy: DVK Gent, FC Fémina White Star Woluwe, KAA Gent Ladies
- 10 razy: Dames VK Egem
- 9 razy: VV Veldegem
- 8 razy: Gosselies Sports, VCL Herselt
- 7 razy: K Kontich FC (Beerschot AD)
- 6 razy: FC Fémina Braine, FC Izegem, Miecroob Veltem
- 5 razy: DVK Haacht, Famkes Westhoek Diksmuide Merkem, Royale Union Saint-Gilloise, SKOG Ostende, VC Terheide
- 4 razy: EVV Genenbos, FC Assenede, KHO Merchtem-Brussegem, Lommel United WS, SK Lebeke-Aalst
- 3 razy: Ans FC, DFC Jong Nijlen, DVV Brugge, Eendracht Hoeilaart (DVC Fortuna Hoeilaart), FC Pannenhoeve, Fémina Sporting de Charleroi, Helchteren VV, Jumet SC, KVV Looi Sport, Oude God Sport, US Auvelais
- 2 razy: CS Grivegnée, Diepenbeek VV, FC Bressoux, FC Marcinelle, FC Union La Calamine, FC Wévercé, FCVM Oosterlo, Hoogmolen Sport Schoten, JS Momignies, JS Olnoise, KV Mechelen Dames, KVC Booischot, OB Breendonk, Overpelt VV, RAEC Sclayn, RC Tinlotois, Standard FC Andrimont, SV Heist op den Berg, UA Manageoise, UFCC Pepinster, Union Namêchoise FC, Wallonia Association Namur
- 1 raz: Achterbroek VV, Antwerp FC, Cercle Halle, Crossing Schaerbeek, CS Bossièrois, Derby Girls Nerem, DVC Land van Grimbergen, DVC 't Rozeke Antwerpen, FC Aiseau, FC Excelsior Kaart, FC Molenzonen Heist, FC Souvret, FC Standard Châtelet, FC Warzée, Goutroux Sports, HVC Linkebeek, La Mosane, Ladies Willebroek, Noordstar VV, RLC Folx-les-Caves, Royal Charleroi, SA Forchies, SC Boncelles, SV Schriek, Union Forest, WSC Mettet